# SINGLES B-side BEST
『SINGLES B-side BEST』（シングルズ・ビーサイド・ベスト）は、德永英明の10枚目のベスト・アルバム。2008年8月13日に発売。発売元はユニバーサルシグマ。

## 解説
全てシングルB面曲からなるベスト・アルバム。デジタルリマスターが施されている。同時発売の「SINGLES BEST」と対になる作品。本作はアナザー・ベスト・アルバムと銘打たれている。初収録曲（ヴァージョン）は8曲にとどまり、リミックス・ヴァージョンやライヴ・ヴァージョンを除いたとしても、まだアルバムに収録されない楽曲が多く存在している。
今回はB面にこだわって選曲されたB面集ということである。
CMやポスターでの告知では「SINGLES BEST」が主であり、それに比べ本作の告知スペースは少ないものである。「SINGLES BEST」は初回生産限定盤が3形態あるが、本作は通常盤1形態のみでの発売。
「SINGLES BEST」と同様に、配信ではかつて在籍していたキングレコードの権利関係をクリアできなかったため、CDの内容からキングレコードより発売した楽曲を抜いて、「SINGLES B-side BEST (25 TRACKS VERSION)」というタイトルで配信されている。ジャケットもCDとは異なる。

## 収録曲
全作曲：德永英明
| #   | タイトル                                            | 作詞       | 作曲・編曲 | 編曲     |
| --- | --------------------------------------------------- | ---------- | ---------- | -------- |
| 1.  | 「奇跡のようなめぐり逢い」(「レイニー ブルー」B面)  | 竹花いち子 |            | 椎名和夫 |
| 2.  | 「愛の中から」(「夏のラジオ」B面)                   | 篠原仁志   |            | 和泉一弥 |
| 3.  | 「夏の素描」(「BIRDS」B面)                          | 秋谷銀四郎 |            | 和泉一弥 |
| 4.  | 「さよならの水彩画」(「輝きながら…」B面)            | 大津あきら |            | 武部聡志 |
| 5.  | 「真夜中のリバティー」(「風のエオリア」B面)         | 大津あきら |            | 瀬尾一三 |
| 6.  | 「今はさよならだけを言うけど」(「最後の言い訳」B面) | 徳永英明   |            | 瀬尾一三 |
| 7.  | 「そして星になったよ」(「恋人」B面)                 | 德永英明   |            | 遠山裕   |
| 8.  | 「ラバーズ」(「夢を信じて」B面)                     | 篠原仁志   |            | 瀬尾一三 |
| 9.  | 「道標」(「壊れかけのRadio」B面)                    | 篠原仁志   |            | 国吉良一 |
| 10. | 「帰れない二人」(「Wednesday Moon」B面)             | 德永英明   |            | 瀬尾一三 |
| 11. | 「負けるな」(「LOVE IS ALL」B面)                    | 德永英明   |            | 佐藤準   |
| 12. | 「桜」(「恋の行方」B面)                             | 德永英明   |            | 佐藤準   |
| 13. | 「夢の続き」(「I LOVE YOU」B面)                     | 德永英明   |            | 佐藤準   |
| 14. | 「恋の花」(「もう一度あの日のように」B面)           | 德永英明   |            | 德永英明 |
| 15. | 「星と月のピアスと君の夢」(「僕のそばに」B面)       | 伊勢正三   |            | 鈴木茂   |
| 16. | 「裸足の太陽」(「未来飛行」B面)                     | 山田ひろし |            | 国吉良一 |

| #   | タイトル                                                                                          | 作詞     | 作曲・編曲 | 編曲     |
| --- | ------------------------------------------------------------------------------------------------- | -------- | ---------- | -------- |
| 1.  | 「太陽の少年」(「ROUGH DIAMOND」B面)                                                              | 德永英明 |            | 国吉良一 |
| 2.  | 「ALL MY LOVE」(「SMILE」B面)                                                                     | 篠原仁志 |            | 国吉良一 |
| 3.  | 「Balance」(「誓い」B面)                                                                          | 德永英明 |            | 国吉良一 |
| 4.  | 「真夏のLady」(「情熱」B面)                                                                       | 德永英明 |            | 国吉良一 |
| 5.  | 「限りなく僕らは」(「青い契り」B面)                                                               | 德永英明 |            | 瀬尾一三 |
| 6.  | 「花」(「僕のバラード」B面)                                                                       | 徳永英明 |            | 瀬尾一三 |
| 7.  | 「恋心」(「追憶/恋心」B面)                                                                        | 德永英明 |            | 瀬尾一三 |
| 8.  | 「live on」(「オリオンの炎」B面)                                                                  | 德永英明 |            | 瀬尾一三 |
| 9.  | 「－君がくれた愛のしるし－」(「call」B面)                                                         | 德永英明 |            | 坂本昌之 |
| 10. | 「愛のヒキガネ」(「君をつれて」B面)                                                               | 德永英明 |            | 西脇辰弥 |
| 11. | 「MOTHER OF LOVE 小さな未来…（セルフ・カヴァーver.）」(「君は君でいたいのに/壊れかけのRadio」B面) | 德永英明 |            | 西脇辰弥 |
| 12. | 「僕が僕だけの救世主」(「My Life」B面)                                                            | 德永英明 |            | 古川昌義 |
| 13. | 「ボクニデキルコト」(「SAYONARAの理由/ボクニデキルコト」B面)                                      | MIZUE    |            | 坂本昌之 |
| 14. | 「home」(「恋をしてゆこう」B面)                                                                   | MIZUE    |            | 坂本昌之 |